# Simrothiella margaritacea
Simrothiella margaritacea är en blötdjursart som först beskrevs av Johan Koren och Daniel Cornelius Danielssen 1877.  Simrothiella margaritacea ingår i släktet Simrothiella och familjen Simrothiellidae. Inga underarter finns listade i Catalogue of Life.